# Tati
Tati o tat és una llengua iraniana variant del persa, parlada al Daguestan i l'Azerbaidjan i algunes persones més disperses, en total unes 20.000 persones. la seva forma escrita està emparentada al mitjà persa pahlavi; una llengua anomenada judeo-tat deriva del tat. La UNESCO classifica aquesta llengua com una de les que està en greu perill de desaparèixer.